# Условия использования
Условия использования, условия предоставления услуг (англ. terms of service/use) — это правила, с которыми нужно согласиться перед использованием какой-либо службы, чаще всего в интернете.
Также условия использования могут содержать отказ от ответственности.

## Применение
Как правило, условия использования есть на сайтах компаний, которые предоставляют программное обеспечение или интернет-сервисы. Например, к таким сервисам можно отнести веб-браузеры, сервисы электронной коммерции, поисковые системы, социальные сети и приложения, позволяющие воспользоваться транспортом. Главное назначение условий использования — юридическое.
Условия использования имеют юридическую силу и могут быть изменены. Компании могут ссылаться на условия использования для отказа от оказания услуг. Клиенты могут подать иск, если они пострадали от нарушения условий использования. При этом во время слияния компаний и во время других юридических сделок существует риск неправильного хранения данных пользователей.

## Содержание
В условиях использования могут находиться следующие разделы:
- Определения ключевых слов и фраз
- Права и обязанности пользователя
  - Правильное и неправильное использование сервиса
  - Ответственность за действия, совершенные пользователем
  - Политика конфиденциальности и обработки персональных данных
  - Платные услуги (членство или подписка)
  - Правила отказа от подписки и удаления аккаунта
  - Урегулирование конфликтов в судебном порядке
- Отказ от ответственности или её ограничение
- Возможность изменения условий использования (и способы уведомления пользователей об изменениях)

### Недостатки содержания условий использования
У условий использования есть определённые проблемы. Ниже перечислены данные о 500 самых популярных сайтах с условиями использования.
- В 70 % условий использования средняя длина предложения превысила 25 слов (рекомендуется меньше 25 слов).
- Показатель Flesch Reading Ease оказался равным 34 (удобными для чтения считаются тексты, у которых он выше 60)
- Согласно Flesch-Kincaid, 498 из 500 условий использования имели уровень сложности чтения выше рекомендуемого (рекомендуемым считается уровень, подходящий для ученика 8 класса).

Также были оценены условия использования услуг компаний, которые оказывают услуги ДНК-тестирования. По данным на 2014 год, у 71-й такой компании (из 102-х) есть условия использования.
- В 57 из 71 случаев в условиях использования упоминается отказ от ответственности. В 10 случаях упоминается, что компания отказывается от ответственности, связанной с небрежностью работников.
- 51 компания может изменять свои условия (17 — без предупреждения). 34 компании могут разглашать данные при определённых обстоятельствах.
- 31 компания требует, чтобы потребители возмещали ей ущерб.
- 20 компаний обещают не продавать данные

Согласно исследованиям, у 31-й компании, занимающейся облачными вычислениями, были следующие условия использования:
- В 27 документах указано, по какому законодательству работает компания (законодательству США или законодательству другой страны).
- Во многих условиях сказано, что против компании можно предъявить иск только в определённом городе, а компания может предъявить иск потребителю в любом городе
- В некоторых условиях использования срок подачи претензий ограничен: от полугода до двух лет.
- 7 документов навязывают арбитраж, все условия использования запрещают незаконное поведение со стороны потребителя
- 13 компаний могут изменить условия использования путём размещения изменений на сайте
- Компании, как правило, отказываются отвечать за конфиденциальность или резервное копирование данных
- После прекращения использования, как правило, данные хранятся лишь короткое время, некоторые компании обещают тщательно удалить данные
- Некоторые контролируют данные клиентов, чтобы условия использования соблюдались
- Во всех условиях использования есть отказ от гарантий, почти во всех — отказ от ответственности
- 24 документа требуют возмещения ущерба, нанесённого компании, согласно некоторым документам, компания обязана возместить ущерб клиенту
- Некоторые компании предоставляют компенсации при плохом обслуживании, 15 пытаются приложить «наилучшие усилия» для выполнения договора

Исследователи отмечают, что во многих юрисдикциях условия использования могут быть невыполнимы, например, удаление данных может быть признано не соответствующим закону и интересам суда.

## Критика и судебные процессы

### AOL
В 1994 году «Вашингтон таймс» сообщила, что America Online (AOL) передавала информацию маркетологам. При этом она не уведомляла и не спрашивала подписчиков об этом.
1 июля 1997 года AOL опубликовала новые условия использования, не уведомив об изменениях. В частности, изменения позволяли маркетологам получить доступ к номерам телефона. За несколько дней до вступления изменений в силу один из членов AOL проинформировал СМИ об изменениях, появились сообщения в прессе. В результате была добавлена возможность отказа от передачи номера телефона маркетологам.

### Sony
В 2011 году компания Sony Corporation предъявила иск Джорджу Хоцу. Sony заявила, что он нарушил правила использования PlayStation Network и условия контракта.

### Instagram
17 декабря 2012 года Instagram объявил об изменении условий использования, новые условия использования вызвали резонанс. В спорном пункте говорилось, что сторонние компании могут использовать фотографии в платном контенте, причём за это не полагалось никакой компенсации.

Отказаться от новых условий пользования было невозможно. Условия пользования были раскритикованы потребителями и людьми, защищающими конфиденциальность. Через один день Instagram извинился, заявив, что удалит противоречивые фразы из новых условий использования. Кевин Систром, соучредитель Instagram, сделал заявление: 
Our intention in updating the terms was to communicate that we’d like to experiment with innovative advertising that feels appropriate on Instagram. Instead it was interpreted by many that we were going to sell your photos to others without any compensation. This is not true and it is our mistake that this language is confusing. To be clear: it is not our intention to sell your photos. We are working on updated language in the terms to make sure this is clear.

### Zappos
Условия использования Zappos допускали возможность внести в них изменения в одностороннем порядке. Однако дело 2012 года привело к тому, что некоторые из пунктов условий использования, подобные этому, теперь не имеют юридической силы.